# 스태빌라이저
스태빌라이저(stabilizer)는 배가 좌우로 기우는 것을 줄이기 위해 장착하는 자세 안정장치이다. 배의 스태빌라이저에 문제가 발생하면, 배는 좌우균형이 맞지 않게 되고 이때 배가 과적되어 있었다면 배의 복원력 회복에 문제를 줄 수 있다.

## 같이 보기
- 선박 복원성